# 东方红镇
东方红镇，是中华人民共和国黑龙江省鸡西市虎林市下辖的一个乡镇级行政单位。
东方红林业局地处黑龙江东部，乌苏里江畔的完达山林区，施业区面积58万公顷。行政区域分属鸡西、双鸭山市所属的虎林、饶河、宝清三县市。东起乌苏里江，西至宝饶公路、南始阿布沁河、北至威山大岭。东西宽68.5公里，南北长93.5公里。局址设在虎林市东方红镇。现属于黑龙江省森林东方红林业局地处黑龙江东部，乌苏里江畔的完达山林区，施业区面积58万公顷。行政区域分属鸡西、双鸭山市所属的虎林、饶河、宝清三县市。东起乌苏里江，西至宝饶公路、南始阿布沁河、北至威山大岭。东西宽68.5公里，南北长93.5公里。

## 行政区划
东方红镇下辖以下地区：
铁路社区、粮库社区、兴阳村、富先村和东方村。